# Luka (Sali)
Luka je naselje u središnjem dijelu Dugog otoka, smjestila se pod najvećim otočkim brdom Vela Straža. Najbliže mjesto je Žman (s jugoistočne strane), te Savar (sa sjeverozapadne).
Prvi put se spominje 1365. godine kao Vallis Sancti Stephani. Mjesto se odlikuje atraktivnim šetnicama i prirodnim plažama. Razvijen je turizam, a zahvaljujući sigurnim uvalama često je sidrište jahti i brodova. U blizini je i uvala Bok s ljekovitim blatom. U mjestu zimi obitava oko 100 stanovnika, dok se ta brojka ljeti višestruko povećava. Tradicionalna fešta se održava 2. – 3. kolovoza svake godine.
Župa Luka na Dugom otoku dala je 74 svećenika glagoljaša.

## Stanovništvo
| broj stanovnika | 162   | 181   | 212   | 257   | 365   | 384   | 406   | 350   | 375   | 364   | 298   | 333   | 135   | 164   | 99    | 123   | 124   |
|                 | 1857. | 1869. | 1880. | 1890. | 1900. | 1910. | 1921. | 1931. | 1948. | 1953. | 1961. | 1971. | 1981. | 1991. | 2001. | 2011. | 2021. |

## Poznate osobe
- Eugen Šutrin, rkt. svećenik, mučenik vjere,[4][5][6][7][8][9][10]
- Rozario Šutrin, rkt. svećenik, kancelar i tajnik Zadarske nadbiskupije, urednik Vjesnika Zadarske nadbiskupije, crkveni povjesničar,[11] promicatelj svećenika glagoljaša[12]